# Bridget Jones: W pogoni za rozumem
Bridget Jones: W pogoni za rozumem – brytyjski film fabularny (komedia romantyczna) w reżyserii Beeban Kidron z 2004; oparty na powieści Helen Fielding o tym samym tytule (1999). Sequel Dziennika Bridget Jones.
Film był kręcony od 6 października 2003 do 15 lutego 2004.

## Fabuła
Związek Bridget (Renée Zellweger) i Marka Darcy’ego (Colin Firth) jest bliski kryzysu. Na domiar złego na horyzoncie pojawia się były szef dziewczyny, Daniel Cleaver (Hugh Grant).

## Obsada
- Renée Zellweger jako Bridget Jones
- Colin Firth jako Mark Darcy
- Hugh Grant jako Daniel Cleaver
- Jacinda Barrett jako Rebecca, sekretarka Marka
- Neil Pearson jako Richard Finch
- Sally Phillips jako Shazzer
- James Callis jako Tom
- Shirley Henderson jako Jude
- Gemma Jones jako Pamela Jones, matka Bridget
- Jim Broadbent jako Colin Jones, ojciec Bridget
- Paul Nicholls jako Jed, chłopak Sharon w Tajlandii
- Jessica Stevenson jako Magda

## Nagrody
- Renée Zellweger: (nominacja) Złoty Glob najlepsza aktorka w musicalu lub komedii 2002